# غي هوبرت
غاي هوبيرت ماميهاسيندراهونا (بالإنجليزية: Guy Hubert Mamihasindrahona)‏ (مواليد 25 أغسطس 1978 في أديما) لاعب كرة قدم مدغشقري دولي يجيد اللعب في خط الوسط . يلعب لصالح نادي تيرو ساسانا التايلندي منذ 2010 .

## وصلات خارجية
- غي هوبرت على موقع الاتحاد الدولي (مؤرشف)  (الإنجليزية)
- غي هوبرت على موقع ناشيونال فوتبول تيمز (الإنجليزية)
- غي هوبرت على موقع Soccerway.com (الإنجليزية)
- غي هوبرت على موقع عالم كرة القدم.نت (الإنجليزية)